# Steinbruch Kleinziegenfeld
Der Kleinziegenfelder Steinbruch ist ein Kalkstein-Steinbruch im Norden des Weismainer Ortsteils Kleinziegenfeld. Der Steinbruch wurde in der zweiten Hälfte des 19. Jahrhunderts eröffnet und fördert mit einer Unterbrechung in der zweiten Hälfte des 20. Jahrhunderts den einzigartigen Kleinziegenfelder Dolomit. Der Steinbruch ist nach dem Namen seines Gründers, Jakob Diroll, auch als Dirollscher Steinbruch bekannt.

## Geschichte

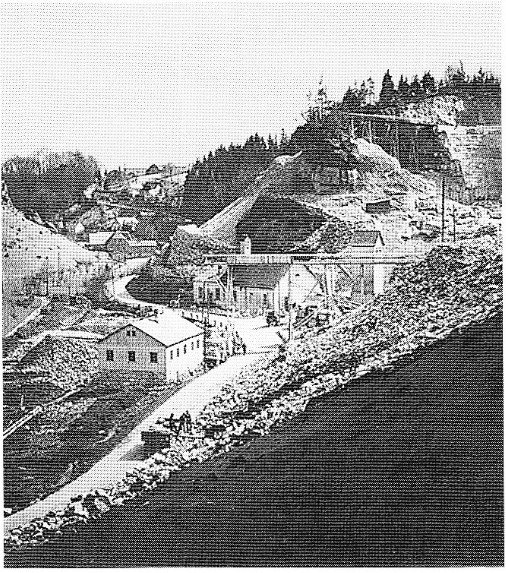
Der Kleinziegenfelder Steinbruch um 1940. Gut zu erkennen ist der damals hohe industrielle Standard des Abbaus.

Der Steinbruch wurde von dem Trossenfurter Bauunternehmer Jakob Diroll in der zweiten Hälfte des 19. Jahrhunderts gegründet. Zwölf Jahre nach dem Tod von Jakob Diroll teilten seine Söhne den zunächst gemeinsam geführten Betrieb auf. Hans Diroll (1871–1849) übernahm das Bauunternehmen samt Baumaterialienhandel und Leichtsteinfabrik, sein jüngerer Bruder Adam (1875–1941) führte  die Steinbrüche, von der in Kleinziegenfeld der bedeutendste war, und die Steinwerkstätten weiter.
Während es sich vor diesem Betreiberwechsel vermutlich nur um einen sehr kleinen Bruch an einer Felswand gehandelt hatte, entwickelte sich ab 1912 daraus ein richtiger Steinbruch. Zuvor waren dort von der Bevölkerung der Umgebung auch privat Steine zum Hausbau, für Viehbarren und Gartenpfosten geschlagen wurden. In den folgenden Jahrzehnten vergrößerte sich der Steinbruch stetig, so dass 1930 in Burgkunstadt eine Vertriebsniederlassung in unmittelbarer Nähe des Bahnhofs gebaut wurde (die späteren Burgkunstädter Natursteinwerke), die den schnellen und überregionalen Vertrieb des Natursteins ermöglichte. Im Zuge des nationalsozialistischen Reichsautobahnbaus hätte der Dirollsche Steinbruch fast den Auftrag zur Lieferung von Steinen für einen geplanten Autobahnbrückenbau über das Kleinziegenfelder Tal bei der Maria-Hilf-Kapelle erhalten. Da dieses Bauvorhaben jedoch nie umgesetzt wurde, war die Lieferung der Steine für den Bau der Neuen Reichskanzlei in Berlin der einzige Auftrag für ein staatliches Gebäude im Dritten Reich. Zur Einweihungsfeier im Zuge des Diplomatenempfangs am 7. Januar 1939 war eine Delegation der Firma Diroll geladen gewesen.
Als der Steinbruch Ende des 20. Jahrhunderts nicht mehr in Betrieb war, wurden um 2000 die ehemaligen Werksgebäude an der Straße durch das Kleinziegenfelder Tal abgerissen. Zwischen 2000 und 2005 wurde der Betrieb wieder aufgenommen. Seitdem werden wieder Dolomitquader für hochwertige Natursteinprodukte aus der Felswand gesägt. Die Herstellung von Schotter, Splitt und Dolomitsand betreibt seit 2005 die Firma Essmeyer Baulogistik GmbH aus Bad Staffelstein. In den letzten Jahren führte die Reisch Sprengtechnik GmbH im Auftrag der Betreiberfirma im Steinbruch Bohr- und Sprengarbeiten mit einem Volumen von ca. 40.000 m³ aus.
Im Sommer 2011 stellte die Betreiberfirma Scheuermann Naturstein GmbH & Co. beim Landratsamt Lichtenfels den Antrag auf Erweiterung des Steinbruchs auf einer Fläche von 12.450 m². In der Vorprüfung zum Umweltverträglichkeits-Prüfungsverfahren wurde festgestellt, dass durch die Steinbrucherweiterung keine größeren nachteiligen Auswirkungen auf die Umwelt zu erwarten sind. Die Abbaufläche wird sich in den kommenden Jahren auf etwa 0,048226 km² erweitern. Bis 2013 wurde der Stein durch das inzwischen aufgelöste Unternehmen Burgkunstädter Natursteinwerke vermarktet. Die jährliche Fördermenge betrug zu diesem Zeitpunkt etwa 8.000 Tonnen an Werkstein sowie 20.000 bis 30.000 Tonnen Schotter. Seit der Liquidation der Burgkunstädter Natursteinwerke wird der Dolomit durch die Scheuermann Naturstein GmbH & Co. direkt vertrieben.

## Felsnadel beim Steinbruch
Am östlichen Rand des Steinbruchs befindet sich auf 455 m ü. NN  eine je rund 5 Meter breite und lange sowie gut 20 Meter hohe Felsnadel, ein Naturdenkmal, das im Geotopkataster Bayern des Bayerischen Landesamts für Umwelt als „Dolomitturm im Kleinziegenfelder Tal“ unter der Geotop-Nummer 478R005 geführt wird. Die Felsnadel besteht aus sekundär dolomitisiertem Riffkalk des Malms Gamma bis Delta. Sie gilt im Erhaltungszustand als „nicht beeinträchtigt“ und als geowissenschaftlich wertvoll. Als 1938 die Reste des Burgstalls Arnstein mit den dazugehörigen Felsen abgetragen wurden, erteilte das Bezirksamt Lichtenfels die Weisung, dass die Felsnadel beim Steinbruch „unbedingt zu schützen“ sei.